# Negada
Negada (nep. नेगडा) – gaun wikas samiti we wschodniej części Nepalu w strefie Sagarmatha w dystrykcie Saptari. Według nepalskiego spisu powszechnego z 2001 roku liczył on 762 gospodarstw domowych i 4365 mieszkańców (2174 kobiet i 2191 mężczyzn).